# Porxo al carrer Sant Ramon (Cardedeu)
El Porxo al carrer Sant Ramon és una obra de Cardedeu (Vallès Oriental) inclosa a l'Inventari del Patrimoni Arquitectònic de Catalunya.

## Descripció
És un gran porxo cobert, d'una sola nau amb columnes de maó i parets de maó arrebossat. La coberta és a dues aigües, amb teules aràbigues.
Les bigues que suporten tota l'estructura són de fusta. Té forma rectangular amb un afegit a la dreta.

## Història
Es va presentar el projecte el gener de 1927. La construcció va ser diferent al croquis original, de dues naus. Hi havia també un aporta d'entrada que no es va fer i en canvi s'hi obriren dues finestres. Posteriorment utilitzat com a magatzem de fusta.